# Steffen Wick

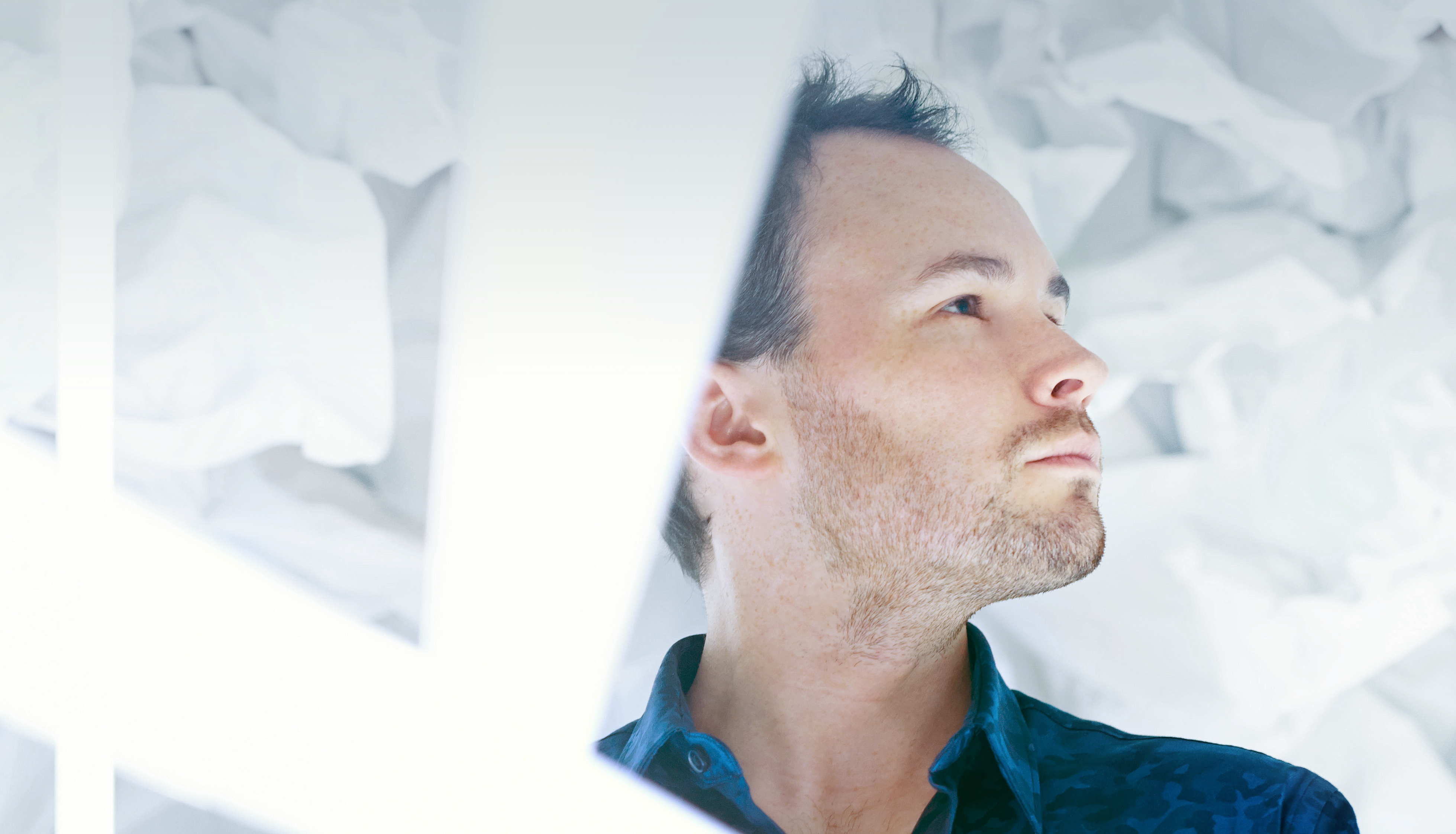
Steffen Wick (2013)

Steffen Wick (* 17. November 1981 in Herne) ist ein deutscher Komponist, Pianist und Sänger.

## Werdegang
Steffen Wick studierte an der Hochschule für Musik und Darstellende Kunst Stuttgart Komposition bei Caspar Johannes Walter, Musiktheorie, Klavier und Neue Medien. Anschließend vertiefte er seine Kompositionsstudien in der Meisterklasse bei Moritz Eggert an der Hochschule für Musik und Theater München.
Steffen Wicks Konzertwerke reichen von großen Besetzungen (Womb für Sinfonieorchester) über Kammermusik (Inner Monologue für Vokalquartett, Auftragswerk der Ernst von Siemens Musikstiftung) bis zu exotischen Zusammenstellungen (Transborder für koreanische Gayageum und europäische Instrumente).
Seine Werke wurden unter anderem bei den Bregenzer Festspielen aufgeführt, im Wiener Musikverein, im Radialsystem V und Konzerthaus Berlin und von Ensembles wie der Basel Sinfonietta, dem Henschel Quartett, den Acht Cellisten der Wiener Symphoniker, der Staatsphilharmonie Rheinland-Pfalz sowie den Philharmonischen Orchestern in Cottbus, Freiburg und Gießen interpretiert. CD-Aufnahmen seiner Werke erschienen bei Sony Classical und Universal Music.
Im Zentrum von Steffen Wicks kompositorischem Schaffen stehen abendfüllende, spartenübergreifende Konzertprojekte an der Schnittstelle von Musik mit anderen Kunstformen wie Video, Szenografie, Tanz und Theater.

### Ausgewählte Projekte
- Musicophilia: Musiktheater nach dem Roman von Oliver Sacks, Gewinnerproduktion beim Wettbewerb „Music Theatre Now“ 2015 des Internationalen Theaterinstituts,[2] Auftragswerk des Meta Theater, Regie: Axel Tangerding, Libretto: Norbert Niemann, Elektronik: Simon Detel, Aufführungen: Reaktorhalle & Schwere Reiter München (UA 2012), Radialsystem Berlin, Shanghai Dramatic Arts Centre, Theatre Prospero Montreal, La MaMa Experimental Theatre New York[3]
- Beyond Vision: Auftragswerk des Stuttgarter Kammerorchesters für 18 Solostreicher und Videoinstallation, Dirigent: Michael Hofstetter, Aufführungen: Württembergischer Kunstverein Stuttgart (UA 2008), Zentrum für Kunst und Medientechnologie Karlsruhe, Museum für Kommunikation Frankfurt, phæno Wolfsburg[4]
- Stummfilmvertonungen Georges Méliès: Auftragswerk der Bayerischen Akademie der Schönen Künste (UA 2013) für Streichquartett (Henschel Quartett), Klavier und Elektronik. Kuratiert von Edgar Reitz.
- PIANO PARTICLES: Pseudonym als Avant-Pop Künstler. Zusammenarbeiten mit Choreographen wie Marco Goecke, Eric Gauthier, Tarek Assam und Tanzcompagnien des Staatstheater am Gärtnerplatz und Gauthier Dance.[5] Produktionen am Theater Gießen und Friedrichsbau Varieté Stuttgart mit eigener Show Particles.[6] Auftritte u. a. im Earls Court London, Berlin Fashion Week, Volksbühne Berlin und Theaterhaus Stuttgart.

### Auszeichnungen, Stipendien (Auswahl)
- 2021–2023: Stipendien des Musikfonds, Fonds Darstellende Künste, Deutscher Musikrat, GVL, GEMA
- 2020: Crystal Pine Award (Nominierung) in der Kategorie „Best Original Score, Feature“ für Manou the Swift, International Sound & Film Music Festival, Kroatien[7]
- 2019: Deutscher Filmmusikpreis in der Kategorie „Beste Musik im Animationsfilm“ für Manou the Swift[8]
- 2017: Stipendium Künstlerhaus Salzwedel[9]
- 2016: Gewinner beim internationalen RicordiLab Wettbewerb[10]
- 2015: Stipendium an der Cité Internationale des Arts Paris
- 2014: Stipendium Internationales Künstlerhaus Villa Concordia[11]
- 2013: Auszeichnung als Kultur- und Kreativpilot Deutschland, eine Initiative der Kultur- und Kreativwirtschaft der Bundesregierung[12]
- 2011: Gewinner des Kompositionswettbewerbs „crossculture“ der Bregenzer Festspiele[13]

## Werke
- Werkverzeichnis auf der Website des Komponisten

## Diskografie
- 2014: PIANO PARTICLES White (Modul/Universal Music)
- 2014: PIANO PARTICLES Blue (Modul/Universal Music)[14]

## Filmografie
- 2014: Rheingold – Gesichter eines Flusses, Kino-Dokumentarfilm, Sprecher: Ben Becker, Senator Film Verleih[15]
- 2019: Manou the Swift, 3D Kino-Animationsfilm, Sprecher (int. Fassung): Kate Winslet, Willem Dafoe | Sprecher (dt. Fassung): Friedrich Mücke, Oliver Kalkofe, Cassandra Steen[16]